# Yürükçepni, Bozüyük
Yürükçepni là một xã thuộc huyện Bozüyük, tỉnh Bilecik, Thổ Nhĩ Kỳ.